# Битва на Диких полях
Битва на Диких полях — сражение, которое состоялось в 1427 году близ Ольдеборга в Восточной Фризии между двумя восточнофризскими хофтлингами: Окко II том Броком и Фокко Укеной. Битва ознаменовала собой конец правления клана том Брок над Восточной Фризией. После первой победы Фокко Укены над Окко II том Броком в битве при Детерне в 1426 году Фокко объединился с епископом Мюнстера и многочисленными хофтлингами восточнофризских земель против Брокмерланда под предводительством Окко и окончательно разбил его 28 октября на Диких полях между Ольдеборгом и Мариенхафе. Окко был заключен в тюрьму в Лере и окончательно потерял власть над Восточной Фризией.

## Ход событий
Том Броки были первыми, кто попытался распространить свой суверенитет на всю Восточную Фризию. Выходцы из Нордерланда, том Броки распространили свою власть на Брокмерланд и Аурихерланд со второй половины XIV века по первую четверть XV века. Оттуда они начали расширять своё господство по всей Восточной Фризии. Им удалось в 1413 году изгнать своих самых ярых противников, клан Абдена, из Эмдена и захватить сам город.
Том Броки достигли зенита своего могущества и своими притязаниями на власть настолько спровоцировали восточных фризов, что вновь пробудились мысли о фризской свободе. Это было неоднократно отмечено как самими восточными фризами, так и королём Сигизмундом. Том Броки, к тому же, были чужими в своих мыслях и поступках для восточных фризов. Они были расценены как тираны, которые хотели забрать у фризов их высшее благо, их свободу. В течение многих лет том Броки был слишком сильны, чтобы один из многих других влиятельных кланов мог им противостоять. Это изменилось только тогда, когда в 1420 году на западе Фрисландии в лице баварского герцога Иоганна III, графа Голландии, Окко встретился с мощным противником, который показал ему границы его военных возможностей. Восточнофризские вожди распознали в этом слабость, и даже самый могущественный союзник том Брока Фокко Укена, который из Лера от его имени управлял югом Восточной Фрисландии, отложился от него.
Фокко Укена принял на себя руководство силами сопротивления, поскольку всё больше восточнофризских вождей переходили на другую сторону, чтобы, сражаясь под предлогом борьбы за свободу фризов, вернуть свою потерянную власть хофтлингов. Окко попытался отреагировать, приукрасив свои притязания на власть элементами фризской свободы. Но этим он ничего не добился, и Фокко сумел изобразить из себя гаранта фризской свободы. Окко позвал на помощь своих союзников, графов Ольденбургских, с которыми он был связан браком, и те послали рыцарскую армию. Тем не менее, Фокко удалось победить в битве при Детерне.
Фокко окончательно победил том Брока в битве на Диких полях. Укена вместе со своими воинами отошёл в Брокмерланд, в то время как Окко, который первоначально укрепился в Мариенхофе (ныне Мариенхафе), вышел из-под защиты стен и на Диких полях встретился с армией Укены. Битва закончилась пленением Окко и разрушением его родового имения, замка Брок (ныне Ольдеборг), недалеко от Энгерхафе. Окко и его сводный брат Итце были схвачены и отправлены в Лер. Ингеборг, жена Окко том Брока, удалилась в замок Доннершвее возле Ольденбурга. Это положило конец правлению том Брока в Восточной Фризии, даже несмотря на то, что Окко четыре года спустя сумел сбежать из-под стражи.

## Последствия

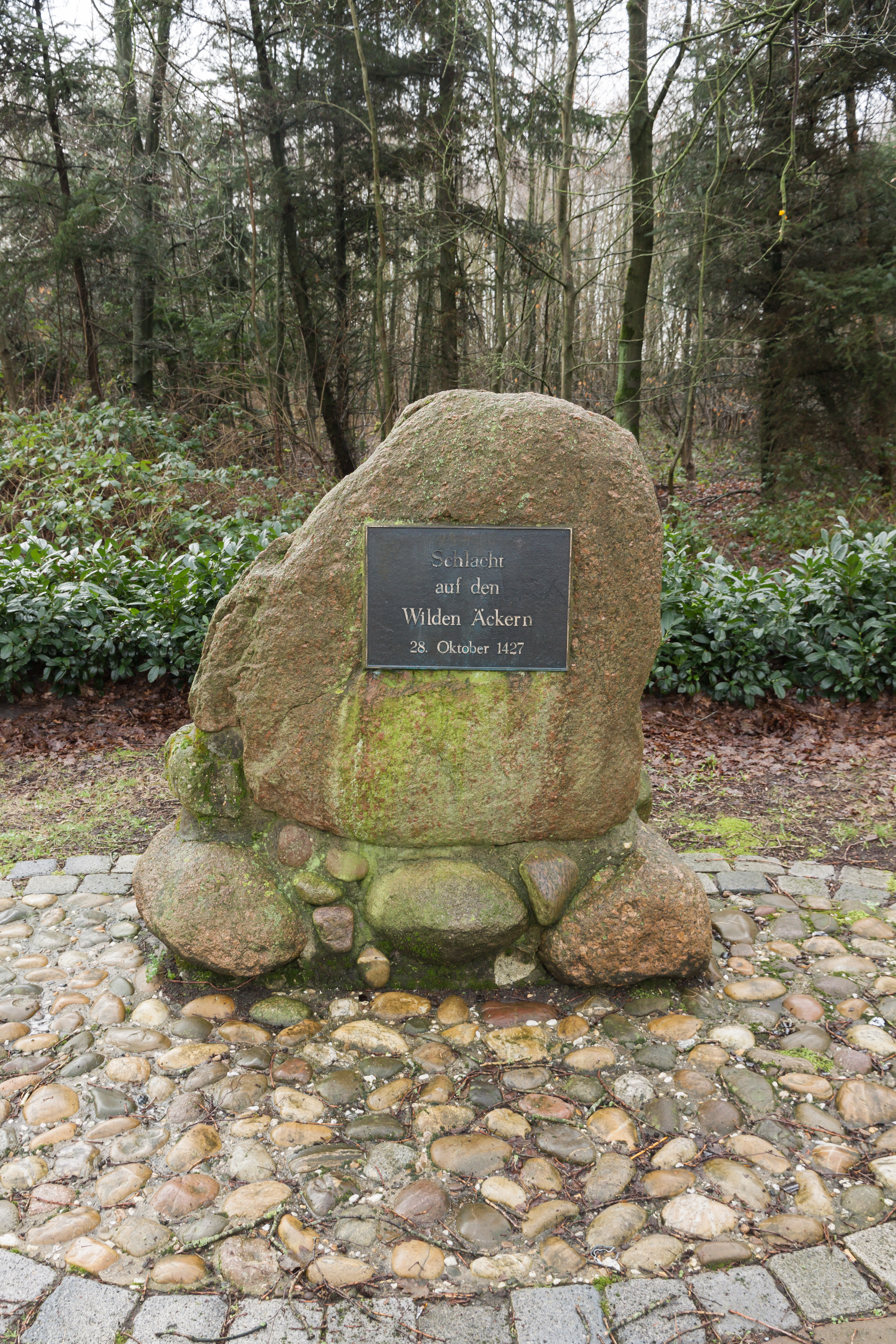
Памятный знак в Упгант-Шот.

Хотя том Броки были свергнуты, они подготовили путь к единству Восточной Фризии под единой властью. Их победитель Фокко Укена не смог обеспечить себе власть в долгосрочной перспективе. Хотя он завладел замком Аурихер и разрушил Ольдеборг под Энгерхафе. Он не мог претворить в жизнь свои претензии на власть, так как крестьяне, которым он обещал свободу, предали его. Они отвернулись от него и стали на сторону клана Кирксена. Они руководили оппозицией в «Свободном союзе семи восточнофризских земель», чьи цели были определены свободолюбивыми идеалами крестьян. После различных военных поражений партии Укены и падения его замка в Лере в 1431 году Фокко Укена бежал через Папенбург в Мюнстер. До своей смерти 29 августа 1436 года он жил в замке своей второй жены Иды в Дейкхёйзене в Оммеландах. В 1453 году Кирксены окончательно взяли на себя правление над Восточной Фризией. Также многое изменилось для виталийских братьев. Они поддержали Окко и, как следствие, вынуждены были покинуть Восточную Фризию после проигранного сражения на Диких полях.

## Археологические находки
В 1845 году в ходе строительных работ по расширению дороги от Георгсхайля до Мариенхафе в районе ответвления на восток коммуны Упгант-Шот в песке было найдено несколько человеческих скелетов, а также конских костей, которые была погребены там в течение нескольких сотен лет. Есть предположение, что это были убитые в ходе битвы на Диких полях.